# 카즈
카즈(키르기스어: казы, 카자흐어: қазы 까즈, 타타르어: казылык, 바시키르어: ҡаҙылыҡ)는 카자흐인, 키르기스인, 타타르인 등 중앙아시아 사람들이 먹는 말고기 요리이다. 한국의 순대와 비슷하다.

## 사진 갤러리

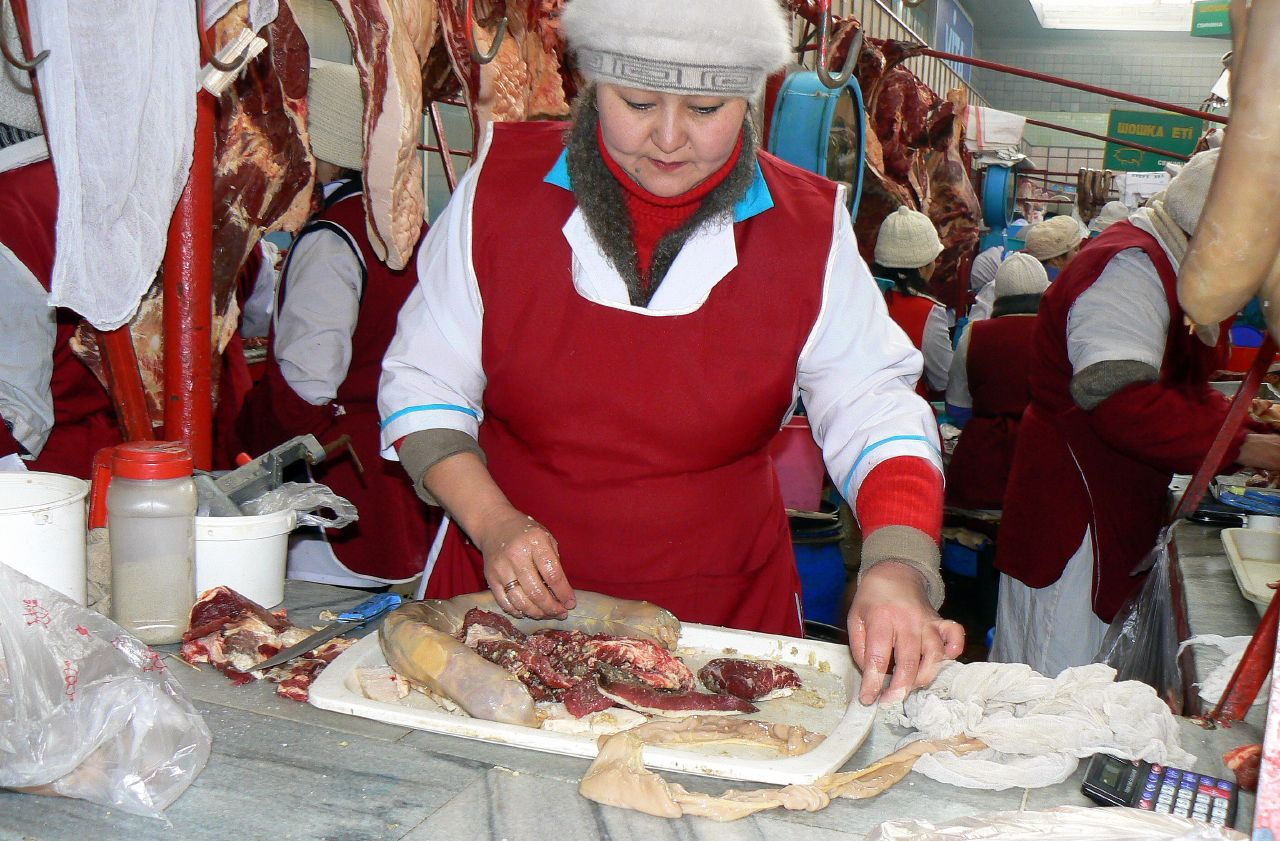
카자흐스탄의 젤레니 바자르(Зеленый базар)에서 카즈를 만드는 상인

## 같이 보기
- 순대